# 윤예지
윤예지(1994년 11월 30일 ~ )는 대한민국의 피겨 스케이팅 선수로, 2008년 한국 선수권 주니어 챔피언이다.

## 기본정보
- 생년월일: 1994년 11월 30일(30세)
- 신장: 166 cm[1]
- 가족: 부모님, 언니, 남동생
- 좋아하는 선수: 김연아
- 별명: '리틀' 김연아[2]
- 코치: 정성일
- 안무가: 쉐린본(Shae-Lynn Bourne)
- 소속사: IB스포츠[3]
- ISU 공인 최고기록
  - 쇼트프로그램: 44.09 (2009 주니어 그랑프리 터키)
  - 프리프로그램: 72.49 (2011 4대륙대회)
  - 종합개인점수: 111.86 (2011 4대륙대회)

## 경력
2008년 슬로베니아 예세니체(Jesenice)에서 열린 트리글라프 트로피 노비스 여자 싱글에서 첫 국제대회 우승을 차지했다.
윤예지의 수상은 김연아, 김수진을 이어 3번째로 세계대회에서 피겨 우승이 된다.
윤예지는 김연아 선수 어머니의 권유를 받아 이 대회에 나가게 되었으며, 김연아 선수가 골든베어를 우승할 때 입었던 의상을 물려받았다.
2007 회장배 전국대회 주니어부에서 우승하면서 만 12세 11개월의 나이로 최연소 국가대표가 되었다.
2008년, 김연아가 주최하는 페스타 온 아이스에 특별 게스트로 출연하였다.
2008-2009시즌부터 윤예지는 연령조건에 따라 국제무대에 데뷔할 수 있게 되었다. 2008년 8월, 프랑스에서 개최된 주니어 그랑프리 1차 대회에서는 16위에 머물렀다.
12월에 열린 한국내셔널에서는 시니어 부문으로 출전하여 4위에 올랐다.
2009년 4월에는 슬로베니아에서 개최된 2009 트리글라브 트로피 주니어 부문에 출전하여, 종합 5위를 차지했다.
2009년 5월에는 2008년에 이어 2009 페스타 온 아이스에 참가하여 갈라 프로그램을 선보이기도 했다.
2011년 2월에 열린 4대륙 대회에 참가해 12위를 차지했고, 그 다음년도인 2012년 4대륙 선수권에서는 19위를 차지하였다.
2012년에는 대학 진학 준비로 모든 대회에 참가하지 않았다.
2013년 이화여자대학교에 입학. 이제 선수보다는 어린 선수들의 코칭을 시작하며 지도자가 될 준비를 하고 있다.
2021년 현재 롯데월드 아이스링크에서 코치로 활동하고 있다.

## 프로그램
| 시즌      | 쇼트 프로그램 (Short Program)                            | 프리 스케이트 (Free Skate)                      | 갈라 프로그램 (Exhibition)                                              |
| --------- | -------------------------------------------------------- | ----------------------------------------------- | ----------------------------------------------------------------------- |
| 2010-2011 | Introduction et Rondo Capriccioso by Camille Saint-Saëns | Cinderella by Sergei Prokofiev                  |                                                                         |
| 2009-2010 | Caravan                                                  | O Doux Printemps d'Autre Fois by Jules Massenet | Memory from CATS                                                        |
| 2008-2009 | Cello Concerto by Antonín Dvorák                         | O Doux Printemps d'Autre Fois by Jules Massenet | One moment in time by. 휘트니 휴스턴 (Whitney Houston) 미쳤어 by 손담비 |
| 2007-2008 | Winter by Bond                                           | Otonal by Raúl di Blasio                        |                                                                         |

## 주요대회기록
| 대회/시즌                 | 2006-2007 | 2007-2008 | 2008-2009 | 2009-2010 | 2010-2011 |
| ------------------------- | --------- | --------- | --------- | --------- | --------- |
| 4대륙 선수권              |           |           |           |           | 12        |
| 한국 선수권 (종합 선수권) | 1 N.      | 1 J.      | 4         | 9         | 6         |
| 주니어 그랑프리 터키      |           |           |           | 11        |           |
| 주니어 그랑프리 벨라루스  |           |           |           | 12        |           |
| 주니어 그랑프리 프랑스    |           |           | 16        |           |           |
| 아시안 트로피             |           |           | 3 J.      |           |           |
| 트리글라브 트로피         |           | 1 N.      | 6 J.      |           |           |
| 주니어 그랑프리 선발전    |           |           | 4 J.      | 1 J.      | 3 J.      |
| 회장배 랭킹대회           | 3 J.      | 1 J.      | 2         | 2         | 5         |
| 동계 체육대회             | 1 N.(초)  | 1 J.(중)  | 1 (중)    |           | 2 (고)    |
| 종별 선수권               |           | 1 J.(중)  | 1 (중)    |           |           |

- N : 노비스 부문
- J : 주니어 부문

## 수상기록
- 2007년 김연아 피겨 장학생

## 미디어
- KBS "희망 점프 UP"
- KBS "인간극장 - 은반위의 요정들"

## 같이 보기
- 김연아
- 김나영
- 김채화
- 곽민정
- 김현정
- 캐롤라인 장
- 신나희